# Улягир (железнодорожная станция, населённый пункт)
Улягир — упразднённая железнодорожная станция в Сковородинском районе Амурской области России. Исключена из учётных данных в 1977 году.

## География
Железнодорожная станция располагалась у одноимённой станции Улягир на линии Могоча — Сковородино Забайкальской железной дороги, на расстоянии примерно 9,5 километра (по прямой) к юго-западу от станции Мадалан.

## История
Железнодорожная станция основана в 1914 году.
По данным 1926 года на разъезде Улягир имелось 6 хозяйств и проживало 7 человек (6 мужчин и 1 женщина), основное население — русские. В административном отношении входил в состав Урушинского сельсовета Рухловского района Зейского округа Дальневосточного края.
Решением Амурского исполкома от 30 декабря 1977 года № 522, железнодорожная станция Улягир исключена из учётных данных как населённый пункт служебного значения.